# موش و گربه (رمان)
موش و گربه منتشر شده با نام Katz und Maus نام یک کتاب ادبی است که توسط گونترگراس، نویسندهٔ اهل آلمان نوشته و در سال ۱۹۶۱ منتشر شده‌است. موش و گربه دومین کتاب از مجموعهٔ سه‌گانهٔ دانتسیگ (پس از طبل حلبی و پیش از سال‌های سگی) است. این داستان، زندگی یک نوجوان یتیم را به نام یواخیم مالکه روایت می‌کند. راوی داستان فردی به نام پیلنتس است که خود را دوست مالکه می‌داند. بیشتر روایت پیلنتس، مالکه را به صورت دوم شخص مخاطب قرار می‌دهد. داستان در شهر دانتسیگ (گدانسک) و در زمان حکومت نازی و جنگ جهانی دوم می‌گذرد.

## ترجمهٔ فارسی
- گ‍ون‍ت‍ر گ‍راس، موش و گربه، ت‍رج‍م‍هٔ ک‍ام‍ران ف‍ان‍ی، ت‍ه‍ران: پیام، چاپ اول ۱۳۵۰.
- گ‍ون‍ت‍ر گ‍راس، موش و گربه، ت‍رج‍م‍هٔ ک‍ام‍ران ف‍ان‍ی، ت‍ه‍ران: فرزان روز، چاپ ششم ۱۳۹۲.